# Fabulace a fakta
Fabulace a fakta nebo Pohádka a pravda či Topeliův památník, finsky Taru ja totuus a Topeliuksen muistomerkki, švédsky Saga och sanning a Topeliusstatyn, je sousoší v parku Esplanadi (Esplanadin puisto). Nachází se ve čtvrti Kaartinkaupunki v okrese Ullanlinna v Jižním hlavním obvodu města Helsinky v provincii Uusimaa v jižním Finsku.

## Další informace
Autorem plastiky Fabulace a fakta je finský sochař Johan Gunnar Finne (1886–1952). Dílo připomíná finského spisovatele, historika, novináře a profesora Zachrise Topelia. Motiv díla je zobrazen jako akt štíhlých stojících dívek odlitých z bronzu v postoji výponu (paty mírně nad soklem). Dívka fabulace/pohádky drží v dlani u hlavy pohádkového korunovaného ptáka. Dívka faktů/pravdy má v dlani ve výšce pasu plamen pravdy. Dívky se dívají navzájem opačným směrem, ale jsou si velmi podobné a stojí blízko sebe. Plastika, která vznikla v roce 1932, je umístěna na černém žulovém soklu ve tvaru kvádru. Na soklu je také umístěn reliéf Topeliovy tváře. Alegorické dílo způsobilo ve své době rozruch, neboť bylo pojato netradičním způsobem.

## Galerie

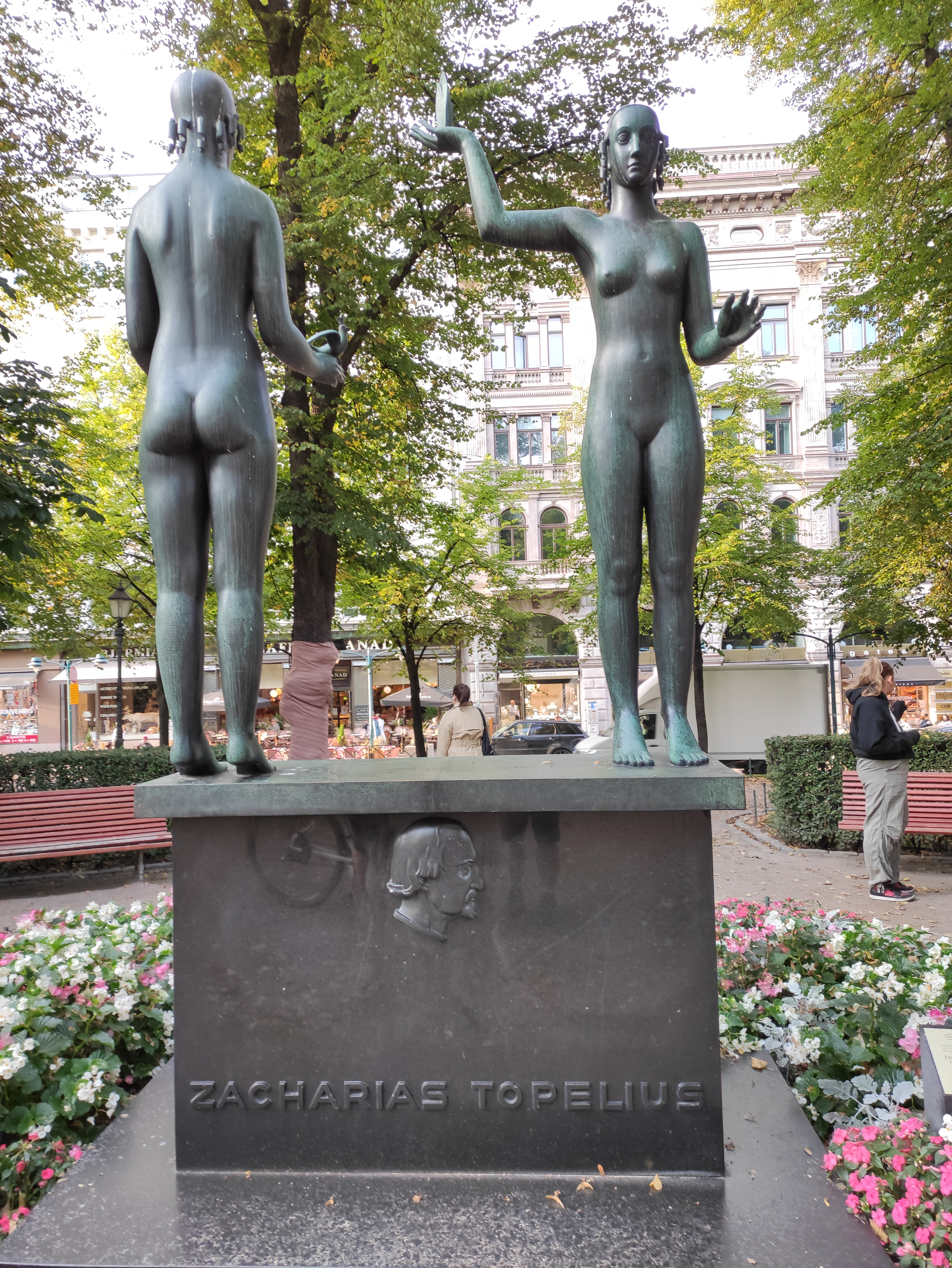
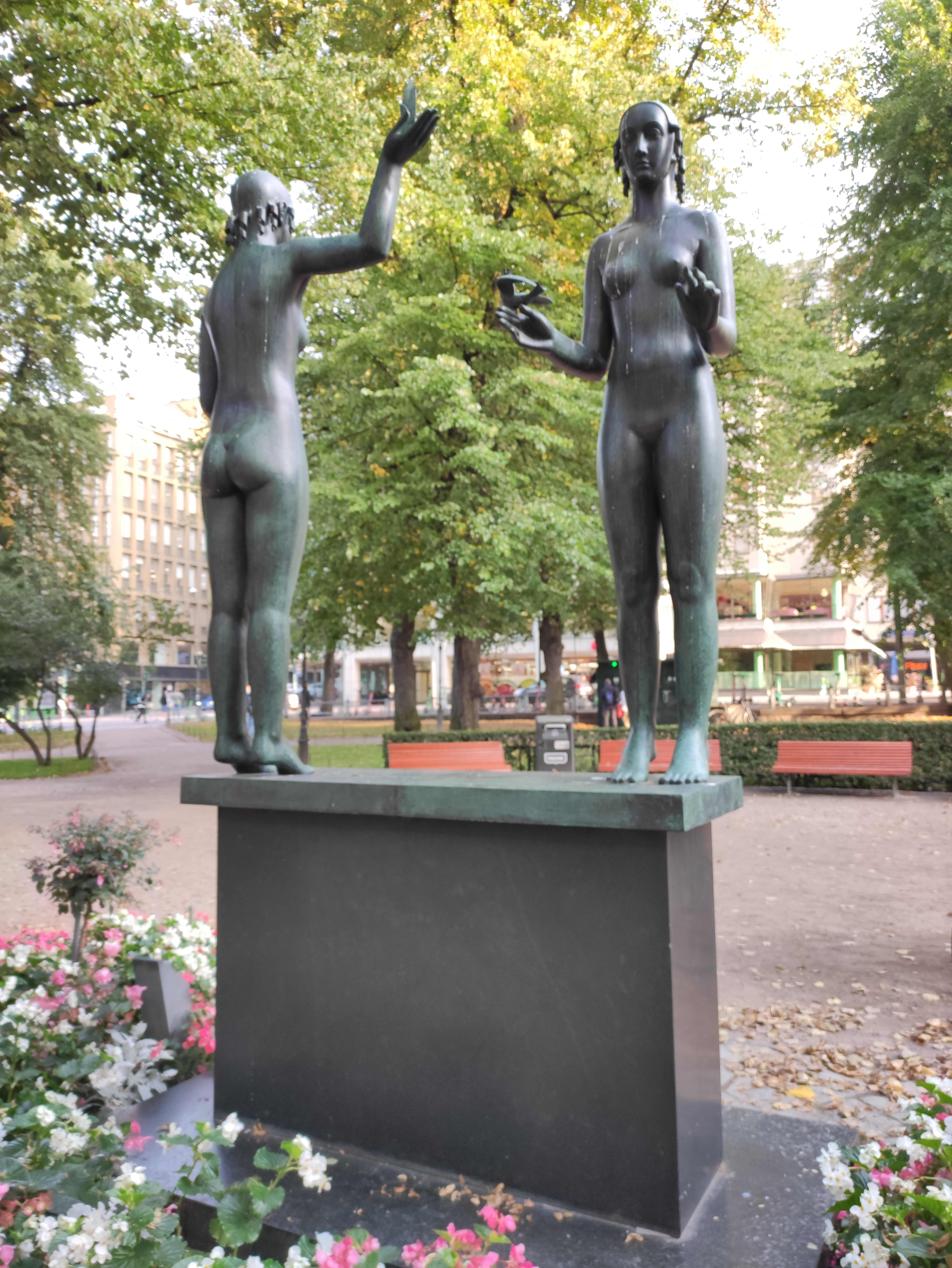